# Palmyra, Missouri
Palmyra är administrativ huvudort i Marion County i Missouri. Orten fick sitt namn efter den antika staden Palmyra. Palmyra utsågs till huvudort i countyt år 1827.

## Kända personer från Palmyra
- Jane Darwell, skådespelare